# Béla Tarr

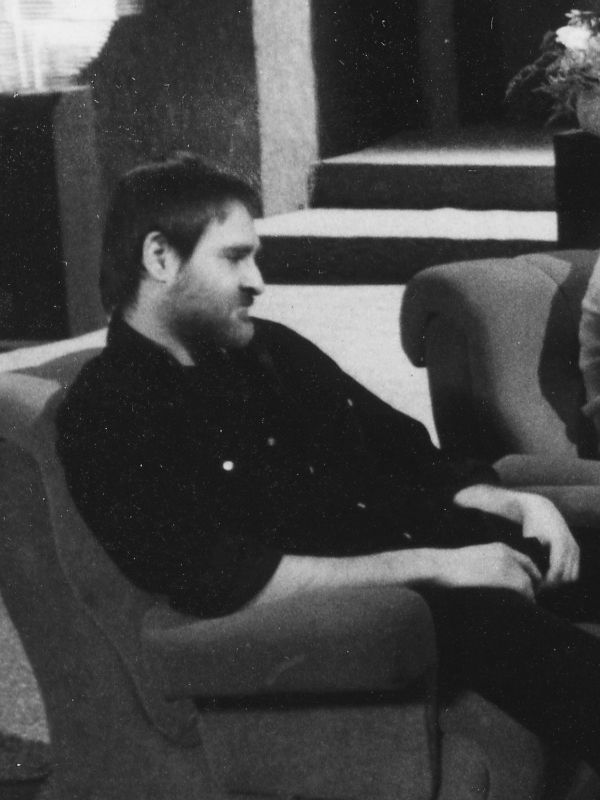
Béla Tarr v roce 1983

Béla Tarr (* 21. července 1955, Pécs, Maďarsko) je maďarský režisér a scenárista.

## Život
Narodil se 21. července 1955 ve městě Pécs na jihu Maďarska v župě Baranya. Už jako šestnáctiletý jinoch se rozhodl věnovat se kinematografii. Začal natáčením amatérských snímků. Při natáčení se také setkal se svou budoucí manželkou Ágnes Hranitzkou, která spolupracovala při všech jeho filmech.

## Tvorba

### Filmová tvorba
Krátkometrážní film Hotel Magnezit (Hotel Magnezit, 1978) mu získal pozornost filmových studií Bély Balázse, které mu pomohly natočit jeho oficiální debut, dokumentaristicky laděný film Rodinné ohniště (Családi tüzfészek, 1979) o problémech mladé rodiny na sídlišti v Budapešti. Poté nastoupil na Vysokou školu filmu a divadla v Budapešti. I dva jeho další filmy, Outsider (Szabadgyalog, 1981) a Panelové vztahy (Panelkapcsolat, 1982), jsou zaměřeny silně sociálně-kriticky. V témže roce natočil také televizní film Macbeth (Macbeth, 1982). Snímek je složen pouze ze dvou záběrů, přičemž první trvá 5 minut a druhý celých 67 minut.
Na následujících filmech už spolupracoval se spisovatelem László Krasznahorkaiem, který mu pomohl dopsat Podzimní almanach (Öszi almanach, 1985). Jejich druhým společným dílem jsou Zatracení (Kárhozat, 1988). V dalších letech pak pracovali na zfilmování Krasznahorkaiova románu Satanské tango. Stejnojmenný film (Sátántangó, 1994) trvá více než 450 minut.
Roku 2000 představil v Cannes Werckmeisterovy harmonie (Werckmeister harmóniák, 2000). Po snímku Muž z Londýna (Londoni férfi, 2007) natočil na Berlinale oceněný film Turínský kůň (Torinói ló, 2011), který je dle autorova vyjádření jeho posledním, desátým filmem.

### Pedagogická činnost
Po ukončení filmové tvorby v roce 2011 se Béla Tarr zapojil do přípravy nové filmové školy v Sarajevu, kde poté působil čtyři roky jako pedagog. Na podzim roku 2023 začal působit na FAMU v Praze jako hostující pedagog.

## Filmografie
- Hotel Magnezit (Hotel Magnezit, 1978)
- Rodinné ohniště (Családi tüzfészek, 1979)
- Outsider (Szabadgyalog, 1981)
- Panelové vztahy (Panelkapcsolat, 1982)
- Macbeth (Macbeth, 1982)
- Podzimní almanach (Öszi almanach, 1985)
- Zatracení (Kárhozat, 1988)
- Satanské tango (Sátántangó, 1994)
- Werckmeisterovy harmonie (Werckmeister harmóniák, 2000)
- Muž z Londýna (Londoni férfi, 2007)
- Turínský kůň (Torinói ló, 2011)

## Zajímavosti

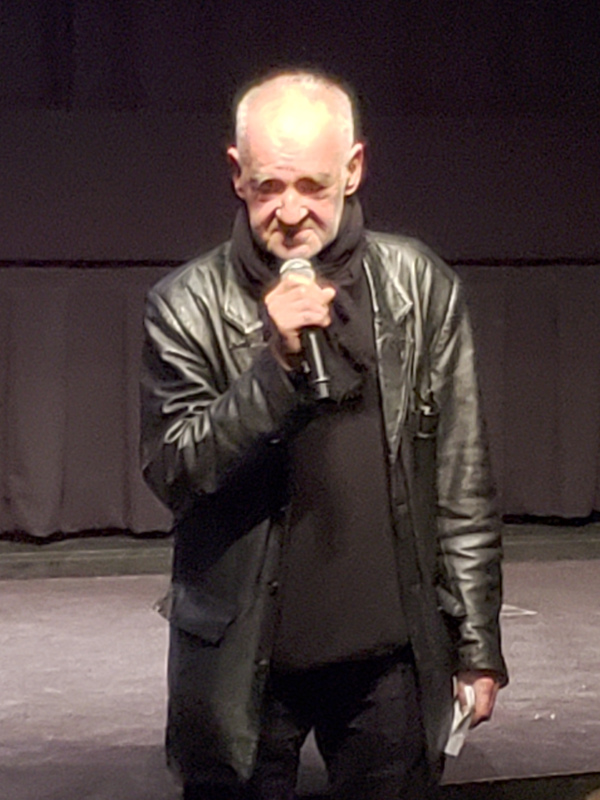
Béla Tarr na TIFF v roce 2018

- Béla Tarr na TIFF v roce 2018Po dokončení filmu Turínský kůň Tarr oznámil konec své režijní kariéry a začal se věnovat budování filmové školy film.factory v Sarajevu. Po 4 letech tento projekt opustil.[3]
- V roce 2010 byl Béla Tarr hostem Letní filmové školy v Uherském Hradišti[4]. Při této příležitosti byla také vydána publikace V oku velryby, kterou vydala Asociace českých filmových klubů spolu s nakladatelstvím Casablanca.[5]
- V roce 2023 obdržel čestný doktorát od rektorky AMU, nominován byl Filmovou fakultou (FAMU)[6]

## Citace
| „           | „Nesnáším zbytečnosti a návštěva LFŠ pro mě určitě nebyla ztrátou času. Děkuji vám za pečlivě připravenou retrospektivu, úžasnou masterclass o mojí tvorbě a kvalitní knižní monografii.“ | “ |
| — Béla Tarr | |   |